# كيفن ساكودا
كيفن ساكودا (بالإنجليزية: Kevin Sakuda)‏ هو لاعب كرة قدم أمريكي في مركز الدفاع، ولد في 18 يونيو 1980 في فريمونت في الولايات المتحدة. شارك مع منتخب الولايات المتحدة تحت 20 سنة لكرة القدم. أما مع النوادي، فقد لعب مع إمباكت مونتريال وسان خوسيه إيرثكويكس.